# Till Lindemann
Till Lindemann (n. 4 ianuarie 1963, Leipzig, Germania de Est) este un cântăreț, compozitor, scriitor, muzician, actor, poet și pirotehnician german. Este cel mai bine cunoscut ca fiind vocalistul principal al trupei germane de Neue Deutsche Härte, Rammstein. El este recunoscut pentru statura sa musculară, spectacole unice de scenă (inclusiv utilizarea pirotehnică și o mișcare specifică cunoscută sub denumirea de "The Till Hammer") și voce de bas. El este, de asemenea, cunoscut pentru versurile sale, dintre care unele au provocat controverse. În întreaga lume, Rammstein a vândut peste 45 de milioane de înregistrări, dintre care 5 au primit platină.
Lindemann a fost listat printre cei mai mari 50 de metaliști din toate timpurile de Roadrunner Records. A apărut în unele filme în roluri minore, și are de asemenea două cărți de poezie publicate, unul intitulat Messer (2002) și celălalt In stillen Nächten (2013). El a prezentat unele dintre poeziile și scripturile sale originale la galerii. 
În anul 2015, a început un nou proiect muzical cu muzicianul suedez, Peter Tägtgren, numit Lindemann.

## Tinerețe
Lindemann s-a născut la Leipzig, Germania de Est și a crescut în satul Wendisch-Rambow. Till este fiul poetului Werner Lindemann și a jurnalistei Brigitte Hildegard "Gitta" Lindemann, care a lucrat pentru Norddeutscher Rundfunk din 1992 până la pensionarea sa în 2002. Părinții săi s-au întâlnit întâi la o conferință de la Bitterfeld în 1959. Lindemann are o sora mai mica numita Saskia. La vârsta de 11 ani, el a mers la o școală sportivă la Clubul sportiv Empor Rostock, iar între 1977 și 1980 a urmat o școală internată. Părinții lui au trăit separat din motive de carieră după 1975 și au divorțat când Lindemann era încă tânăr. Lindemann a trăit cu tatăl său pentru o perioadă scurtă de timp. În cartea Mike Oldfield im Schaukelstuhl, tata lui Lindemann a scris despre propriile sale probleme cu alcoolismul și dificultățile de a fi un tată al unui adolescent Lindemann.
În 1978, Lindemann a participat la Campionatele Europene de înot pentru juniori din Florența, terminând pe locul 11 în freestyle de 1500m și pe locul 7 în freestyle de 400 m, a fost selectat pentru a merge la Jocurile Olimpice de la Moscova din 1980. A părăsit sportul din cauza unui accident. Potrivit lui Lindemann: "Nu mi-a plăcut niciodată școala sportivă, a fost foarte intensă. Dar, ca un copil, nu obiectam." Mai târziu a lucrat ca tâmplar de ucenic, tehnician de galerie, tăietor de turbă și țesător de coș. Mama sa a dedicat o scrisoare intitulată "Mein Sohn, der Frontmann von Rammstein" (Fiul meu, frontmanul din Rammstein) pentru Lindemann în 2009.

## Cariera

### Muzică
Lindemann a început să cânte tambur pentru trupa rock experimentală First Arsch în 1986, care a lansat un album intitulat Saddle Up în 1992 și a interpretat o melodie ("Lied von der unruhevollen Jugend") cu o bandă punk numită Feeling B (care a fost fosta formație a membrilor Rammstein, Paul  Landers, Christoph Schneider și Christian Lorenz) în 1989. În timpul petrecut în Feeling B, a cântat la baterie. În anii '90, Lindemann a început să scrie versuri. În 1994, formația a intrat și a câștigat un concurs la Berlin, care le-a permis să înregistreze un demo profesionist de patru piese. Când a fost interogat de ce Rammstein a fost numit după dezastrul de la Ramstein, el a spus că a văzut imagini ale incidentului la televizor și că el și colegii lui de trupă  au vrut să facă un memorial muzical.

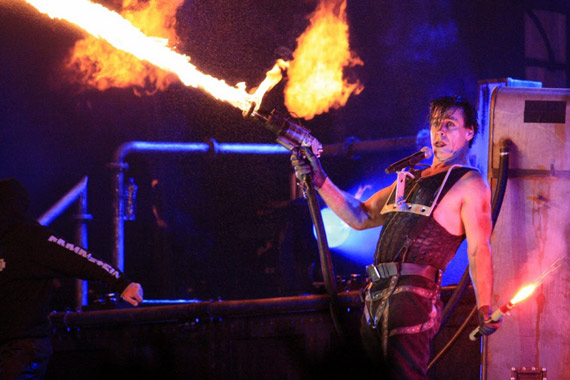
Till Lindemann în timpul unui concert Rammstein în Chile

Lindemann s-a mutat apoi la Berlin. În timpul primelor ani de viață al lui Rammstein, datorită utilizării pirotehniei de vârf, Lindemann și-a ars urechile, părul și brațele. Colegul lui de trupă, Christoph Schneider a comentat: "El se arde tot timpul, dar îi place durerea". Un incident din septembrie 1996 a provocat o ardere a unei părți a setului trupei și, ca urmare, Lindemann a obținut certificarea sa în domeniul pirotehnicelor, astfel încât trupa să poată efectua cu pirotehnica mai multă siguranță decât înainte.
În timpul turneului american al lui Rammstein cu Korn în 1998, Till și colegul său, Christian Lorenz, au fost arestați în Worcester, Massachusetts pentru comportamentul desfășurat în timpul piesei "Bück Dich", care a constat în Lindemann folosind un dildo lichid squirting și simuland sexul anal pe Lorenz. Atât Lindemann, cât și Lorenz au fost eliberați a doua zi după eliberare pe cauțiune. Acest incident nu l-a împiedicat pe Lindemann să interpreteze în mod similar viitoarele spectacole în afara Statelor Unite, în special în Australia, când au interpretat la Big Day Out, dar spectacolele din Statele Unite ale acestei melodii au fost transformate într-o temă sadomasochistică care nu conținea dildo-uri, deși acest lucru nu a fost cazul tuturor spectacolelor americane rămase în turneu. De exemplu, la 18 iunie 1999, "Bück Dich" a fost interpretat în același mod controversat la Teatrul Roseland din Portland, Oregon. În noiembrie 2002, a fost publicată cartea de poezie a lui Lindemann, Messer. Se compune din 54 de poezii compilate de Gert Hof, autorul cărții "Rammstein", care a fost, de asemenea, designer-ul trupei pentru ultimii șapte ani. În 1999, formația a fost condamnată pentru masacrul de la liceul Columbine, pe care ei și-au negat că muzica lor a fost un factor.
Până când nu este un străin rănit, așa cum a menționat în cariera timpurie a lui Rammstein, că a fost ars de mai multe ori cu pirotehnica neprotejată. La un spectacol din Suedia în 2005, s-a rănit la genunchi, când tastatura Flake a intrat accidental în el în timp ce mergea pe un segway PT. Acest prejudiciu a cauzat anularea mai multor zile de turneu în Asia. În 2005, cinci albume Rammstein au primit premii de platină, iar trupa a primit și "World Sales Awards" pentru 10 milioane de exemplare vândute la nivel mondial. În timpul filmării videoclipului muzical al trupei pentru "Ich tu dir weh", Lindemann dorea o lumină pusă în gură pentru a crea un efect uimitor vizual. Paul Landers a sugerat să folosească o sârmă colorată în carne și să o execute de-a lungul obrazului pentru a străluci o lumină în gură din exterior. Lindemann a refuzat și, în schimb, a optat pentru o incizie chirurgicală în obrazul stâng, astfel încât o lumină să poată fi introdusă direct în gură și, în mare parte, din vedere.

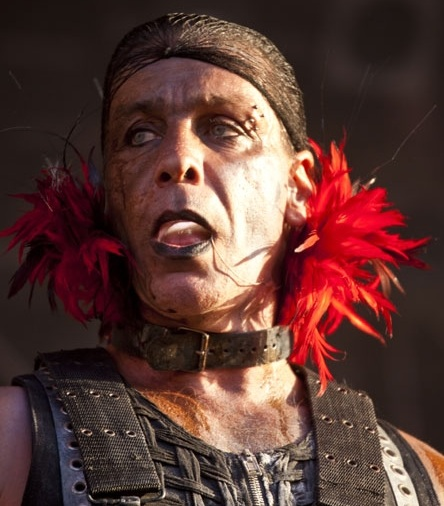
Till Lindemann la festivalul de muzică Big Day Out din Melbourne, Australia în timpul unui concert Rammstein, 2011

Există o mișcare de performanță specifică a lui Lindemann, numită "The Till Hammer". Această mișcare este în cazul în care el îndoaie genunchii, bate coapsei cu o pumn într-o mișcare ciocanitoare în timp ce întoarce capul de la o parte în alta. Fără îndoială, Flake a fost văzut pentru a parodia mișcarea pe scenă. Spre deosebire de majoritatea frontmanilor, Lindemann a declarat într-un interviu că nu-i place să fie privit în timp ce se află pe scenă și că va purta ochelari de soare pentru a bloca viziunile publicului. Scopul principal al pirotehniei de semnătură a trupei a fost, de asemenea, declarat a fi un instrument de a scoate atenția publicului de la Lindemann, dublând în același timp spectacolul pentru public. Lindemann, de asemenea, optează să se uite în spate la cabina de amestecare, sau face gesturi de mână în timpul solo-uri de chitară pentru a distrage publicul de la priviri direct la el. Datorită anxietății sale pe scena, Lindemann îi ia pe colegii de bandă să folosească o barcă de cauciuc pentru a naviga în timpul spectacolelor, deoarece atenția publicului se îndepărtează de scenă timp de câteva minute la un moment dat. În 2011, Roadrunner Records a înscris Lindemann la numărul 50 din cei 50 de cei mai mari metali din toate timpurile. În 2013, a fost publicată a doua carte de poezie a lui Lindemann, în Stillen Nächten. El a comentat poezia, spunând: "Marea majoritate a poemelor mele ar fi putut fi scrise cu câteva sute de ani mai devreme".
La vârsta de 52 de ani (4 ianuarie 2015), a fost anunțat că Lindemann va începe un nou proiect cu muzicianul suedez, Peter Tägtgren, numit "Lindemann". Trupa și-a lansat albumul de debut, intitulat "Skills in Pills", în iunie 2015.

### Poezie
În 2018, Lindemann s-a dus într-un turneu în Rusia pentru a-și promova cartea de poezii, Messer și să dea autografe fanilor. Cartea a fost lansată inițial în germană și apoi tradusă în rusă și reluată pe piața rusă. Lindemann s-a prezentat la cartea sa semnând la Moscova cu o persoană necunoscută în costum de gimp. Lindemann a fost condus de o mulțime de femei înainte să se așeze să dea autografe și să discute cu fanii. Încă nu se știe cine a fost femeia din acea ținută, dar sugestiile sunt cele ale prietenei sale de la acea vreme.

### Film și televiziune
Două melodii din albumul Herzeleid au fost folosite în filmul lui David Lynch din 1997, "Lost Highway". Lindemann a jucat, de asemenea, roluri minore în unele filme, apărând împreună cu colegul său de trupă, Christoph Schneider, ca muzicieni în filmul "Pola X" din 1999, interpretând un personaj numit Viktor în filmul de comedie pentru copii "Amundsen der Pinguin" (2003), activist pentru drepturile animalelor în filmul "Vinzent" din 2004. Până și restul membrilor din Rammstein a apărut, de asemenea, în filmul "xXx" din 2002 (Triplu-X cu Vin Diesel) în timp ce au interpretat "Feuer frei!"

## Discografie
Rammstein
- Herzeleid (1995)
- Sehnsucht (1997)
- Mutter (2001)
- Reise, Reise (2004)
- Rosenrot (2005)
- Liebe ist für alle da (2009)
- Rammstein (2019)
- Zeit (2022)

Lindemann
- Skills in Pills (2015)
- F & M (2019)

First Arsch
- Saddle Up (1992)

## Viața personală
Prima sa fiică, Nele Lindemann, s-a născut în anul 1985. Till a petrecut șapte ani ca un tată singur. Are un nepot prin Nele. Cu cea de a două lui soție, Anja Köseling, are o fată pe nume Marie Louise, născută în 1993. El a s-a mai întâlnit cu  personalități media precum, Sophia Thomalla (născută în 1989), fiind împreună din aprilie 2011 până în noiembrie 2015.
Într-un interviu din 2011, el a declarat că încă mai are „legături puternice” cu tradițiile Germaniei de Est. El consideră „de-tradiționalizarea” tulburătoare și a declarat că nu mai există autenticitate. Îi displace modul în care imperialismul cultural și politic american s-a răspândit în întreaga lume, un subiect abordat în melodia lui Rammstein, „Amerika”. Lindemann a declarat că „urăște zgomotul” și își petrece adesea timpul într-un sat liniștit dintre Schwerin și Wismar, al cărui nume nu l-a dezvăluit. El este ateu.
În 2014, Lindemann a prezentat două sculpturi și scenariile sale originale de poezii în cartea sa In Silent Nights, într-o galerie Dresda. Tot în 2014 a mai scris câteva versuri pentru cântărețul german schlager, Roland Kaiser pentru albumul său Soul Tracks.